# 1737
1737 (MDCCXXXVII) var ett normalår som började en tisdag i den gregorianska kalendern och ett normalår som började en lördag i den julianska kalendern.

## Händelser

### April
- 7 april – Jönköpings slott brinner ner.[1]

### Juni
- 9 juni – Carl Gustaf Tessin meddelar, att en reguljär teaterverksamhet på svenska skall invigas till hösten. Det har nämligen inte funnits någon svensk teater sedan 1600-talet.
- 10 juni – Den franska gradmätningsexpeditionen i Tornedalen återvänder söderut. Resultaten leder till, att man kan bevisa att jorden är tillplattad vid polerna.

### Juli
- 18 juli – Den osmanska armén besegrar den österrikiska i slaget vid Banja Luka.

### Oktober
- 4 oktober – Den nybildade svenska teatern i Stora Bollhuset, som kallar sig Comédie suédoise (Den svenska komedin) har premiär på sin första pjäs, troligen Svenska Sprätthöken.
- 16 oktober – En jordbävning med uppskattad magnitud på 9.3 vid Kamtjatkahalvön i Ryssland inträffar. Tsunamier upp till 60 meter (200 fot) följer på Stilla havet.[2]

### Okänt datum
- Sverige och Osmanska riket undertecknar ett handelsavtal, eftersom Sverige har handelsintressen i Medelhavet.

## Födda
- 29 januari – Thomas Paine, brittisk-amerikansk skriftställare.
- maj – Suzanne Curchod, fransk-schweizisk politisk salongsvärd och författare.
- 3 maj – Berndt Johan Hastfer, rysk friherre, militär och landsförrädare.
- 20 juli – William Maclay, amerikansk politiker, senator 1789–1791.
- 5 augusti – Johann Friedrich Struensee, dansk statsman.
- 8 september – Evert Vilhelm Taube, svensk friherre och generallöjtnant samt kanslipresident 1792.
- 14 september – Michael Haydn, österrikisk kompositör.
- 19 september – Charles Carroll, amerikansk politiker, senator 1789–1792.

## Avlidna
- 29 januari – George Hamilton, brittisk fältmarskalk.
- 3 juni – Gustaf Cronhielm, svensk greve och ämbetsman samt kanslipresident 15 maj–12 december 1719.
- 21 augusti – Ulrik Adolf Holstein, dansk greve och statsman, Danmarks storkansler 1721–1730.
- 20 november – Caroline av Ansbach, drottning av Storbritannien sedan 1727 (gift med Georg II)
- 18 december – Antonio Stradivari, italiensk violinmakare.
- 19 december – Jakob Sobieski, polsk prins.
- 21 december – Alessandro Galilei, italiensk arkitekt.

### Fotnoter
1. ↑  ”Värmlands brandhistoriska klubb”. Arkiverad från originalet den 12 oktober 2011. https://www.webcitation.org/62NB7kO36?url=http://www.brandhistoriska.org/olyckor_se.html. Läst 25 mars 2011.
2. ↑  ”Tsunami: Where they Happen and Why”. Arkiverad från originalet den 21 november 2008. https://web.archive.org/web/20081121090008/http://www.fathom.com/feature/122490.- Fathom